# Lidia (animal)
Lidia es un género de arañas araneomorfas de la familia Linyphiidae. Se encuentra en Asia.

## Lista de especies
Según The World Spider Catalog 12.0:
- Lidia molesta (Tanasevitch, 1989)
- Lidia tarabaevi Saaristo & Marusik, 2004